# DESIRE (漫画)
『DESIRE』（ディザイア）は、小谷憲一による日本の漫画作品。『スーパージャンプ』（集英社）にて、1997年10号から2006年8号まで連載された。
その後、『DESIRE 2nd season』が『スーパージャンプ』にて2006年17号から2010年5号まで連載された。
2016年より『DESIRE web season』が電子書籍で配信されている。

## あらすじ
T大から大手商社に入社した藤井貴史は、仕事が終わった後にMacで理想の女性との恋愛シミュレーションを制作していた。だが、Macで制作していた女性と似ているRIKACOと出会い、彼女と性的な接触をするようになる。その結果、欲望の扉が開かれて、様々な女性と積極的にセックスをするようになっていく。

## 登場人物
藤井 貴史（ふじい たかし）
商社「丸菱物産株式会社」に勤めている。
RIKACO（りかこ）
藤井貴史がMacで制作していた恋愛シミュレーションの女性に似ている女性。
下園 俊二（しもぞの しゅんじ）
フリーライター。
藤井 一樹（ふじい かずき）
テレビ局「MHK」に勤めている。藤井貴史の従兄弟。
白馬 童司（はくば どうじ）
「白馬動物病院」の獣医師。
聖 真理愛（ひじり まりあ）
「ユニバース製薬株式会社」の研究員で、ED治療薬などの開発をしている。『DESIRE web season』の主人公。

## 書誌情報

### 単行本
- 小谷憲一 『DESIRE』 集英社〈ジャンプ・コミックス デラックス〉、全25巻
  1. 「MANIA」1997年11月4日発売[5]、ISBN 4-08-858691-3
  2. 「AFTERNOON」1998年5月1日発売[6]、ISBN 4-08-859019-8
  3. 「HER SECRET」1998年10月2日発売[7]、ISBN 4-08-859041-4
  4. 「NUN」1999年2月4日発売[8]、ISBN 4-08-859061-9
  5. 「CASTER」1999年4月30日発売[9]、ISBN 4-08-859072-4
  6. 「VEGETARIAN」1999年10月4日発売[10]、ISBN 4-08-859091-0
  7. 「TEASE」2000年2月2日発売[11]、ISBN 4-08-859108-9
  8. 「INSTRUCTOR」2000年7月4日発売[12]、ISBN 4-08-859132-1
  9. 「COUSINS」2000年11月2日発売[13]、ISBN 4-08-859151-8
  10. 「PRANCING HORSE」2001年3月2日発売[14]、ISBN 4-08-859170-4
  11. 「EXTASY」2001年7月4日発売[15]、ISBN 4-08-859215-8
  12. 「ARREST YOU♡」2001年11月2日発売[16]、ISBN 4-08-859242-5
  13. 「SECRET PARTY」2002年3月4日発売[17]、ISBN 4-08-859280-8
  14. 「COUNSELOR」2002年7月4日発売[18]、ISBN 4-08-859309-X
  15. 「MANNEQUIN」2002年11月1日発売[19]、ISBN 4-08-859329-4
  16. 「CHERRY」2003年3月4日発売[20]、ISBN 4-08-859344-8
  17. 「JAPANESE TASTE」2003年7月4日発売[21]、ISBN 4-08-859365-0
  18. 「CONQUEST」2003年11月4日発売[22]、ISBN 4-08-859386-3
  19. 「CONFESSION」2004年3月4日発売[23]、ISBN 4-08-859405-3
  20. 「BANK LADY」2004年8月4日発売[24]、ISBN 4-08-859432-0
  21. 「STATESWOMEN」2004年11月4日発売[25]、ISBN 4-08-859445-2
  22. 「FAKE LOVER」2005年3月4日発売、ISBN 4-08-859488-6
  23. 「CARE SERVICE」2005年7月4日発売、ISBN 4-08-859515-7
  24. 「JUSTICE」2005年12月2日発売、ISBN 4-08-859539-4
  25. 「PROFESSOR」2006年5月2日発売[26]、ISBN 4-08-859576-9
- 小谷憲一 『DESIRE 2nd season』 集英社〈ジャンプ・コミックス デラックス〉、全7巻
  1. 「LECTURER」2007年3月2日発売、ISBN 978-4-08-859628-0
  2. 「ART&DREAM」2007年9月4日発売[27]、ISBN 978-4-08-859667-9
  3. 「FAIRY ON ICE」2008年3月4日発売[28]、ISBN 978-4-08-859695-2
  4. 「EAGLE」2008年9月4日発売、ISBN 978-4-08-859729-4
  5. 「SAMURAI」2009年4月3日発売、ISBN 978-4-08-859764-5
  6. 「HELPER」2009年10月2日発売[29]、ISBN 978-4-08-859803-1
  7. 「LADY LUCK」2010年4月30日発売[30]、ISBN 978-4-08-859838-3

### 総集編

#### ジャンプ・リミックス
- 小谷憲一 『DESIRE』 集英社〈集英社ジャンプリミックス〉、全4巻
  1. 「美しき獲物たち 藤井貴史編」2002年9月2日発売、ISBN 4-08-106264-1
  2. 「いただきます! 魅惑のマドンナ 藤井一樹編」2002年9月14日発売、ISBN 4-08-106272-2
  3. 「究極ラブスポット 絶頂美人編」2003年2月24日発売、ISBN 4-08-106358-3
  4. 「エキストラバージョン Secret Heaven」2004年3月8日発売、ISBN 4-08-106616-7
- 小谷憲一 『SUPER DESIRE』 集英社〈集英社ジャンプリミックス〉、全3巻
  1. 「超極楽 日本一周美女紀行編」2005年3月28日発売、ISBN 4-08-106837-2
  2. 「色盛り 白馬動物病院物語編」2005年4月11日発売、ISBN 4-08-106847-X
  3. 「LOVE INVITATION」2010年3月19日発売、ISBN 978-4-08-113003-0
- 小谷憲一 『DESIRE SUPER SELECTION』 集英社〈集英社ジャンプリミックス〉、全1巻
  1. 「憧れのセレブ愛物語」2005年12月12日発売、ISBN 4-08-109094-7

#### Premium Collection
- 小谷憲一 『DESIRE Premium Collection』 集英社〈ジャンプ・コミックス デラックス〉、全5巻
  1. 「Forbidden Pleasures 〜禁断の快楽〜」2007年3月2日発売[31]、ISBN 978-4-08-859632-7
  2. 「Sensual Trip 〜官能旅行〜」2007年4月4日発売[32]、ISBN 978-4-08-859637-2
  3. 「Imaginary Lovers 〜妄想の恋人達〜」2007年5月2日発売[33]、ISBN 978-4-08-859644-0
  4. 「Girl's Desire 〜女たちの欲望〜」2007年6月4日発売[34]、ISBN 978-4-08-859650-1
  5. 「Secret Heaven 〜小谷憲一傑作短編集〜」2007年7月4日発売[35]、ISBN 978-4-08-859658-7

### 画集
- 小谷憲一 『DESIRE the best shots KENICHI KOTANI ILLUSTRATIONS』 集英社〈ジャンプ・コミックス デラックス〉、2001年12月29日発行（2001年12月24日発売）、ISBN 4-08-859305-7